# Filippo Sega
Filippo kardinal Sega, italijanski rimskokatoliški duhovnik, škof in kardinal, * 22. avgust 1537, Bologna, † 29. maj 1596, Rim.

## Življenjepis
Leta 1575 je bil imenovan za škofa Ripatransoneja, leta 1577 za apostolskega nuncija v Španiji (odstopil leta 1581), leta 1578 za škofa Piacenze in leta 1586 za apostolskega nuncija v Avstriji (odstopil leta 1587).
18. decembra 1591 je bil povzdignjen v kardinala.